# Europastraße 871
Die Europastraße 871 (kurz: E 871) ist eine von West nach Ost verlaufende Europastraße und führt von Kumanovo in Nordmazedonien zur bulgarischen Hauptstadt Sofia. Sie ist 170 km lang.

## Verlauf
Die E 871 beginnt am Autobahndreieck Kumanovo, wo sie von die A1 bzw. der E 75 nach Osten bis Rankovce auf die Halbautobahn A2 wechselt. Ab Rankovce führt eine zweispurige Straße durch das Tal des Kriva Reka und erreicht hinter Kriva Palanka die nordmazedonisch-bulgarische Grenze beim Grenzübergang Deve Bair.  Auf der I-6 führt die E 871 dann weiter nach Kjustendil und über die Struma Richtung Pernik. Östlich von Pernik vereinigt sich die E 871 mit der E 79, bis sie den Stadtring von Sofia bei Bojana erreicht.